# Biokiste
Biokiste, Ökokiste, Gemüsekiste, auch grüne Kiste oder Gemüsekorb-Abo ist ein System des Direktvertriebs von regionalen und saisonalen Lebensmitteln aus der ökologischen Landwirtschaft, insbesondere Gemüse und Obst, aber auch Fleisch, Milchprodukte, Back- und Teigwaren, bei dem die Waren zu einem bestimmten Termin vor die Haustür geliefert werden. Biokisten-Systeme, mit denen Verbraucher sich im Voraus zur Abnahme eines bestimmten Anteils der Jahresernte verpflichten, gelten als populärste Ausprägung der solidarischen Landwirtschaft und sollen die lokalen Beziehungen zwischen Verbrauchern und Erzeugern stärken.

## Verbreitung und Geschichte

Markenrechtlich geschütztes Logo des Ökokiste e.V.

In der Schweiz begann die Anbau- und Verwertungsgenossenschaft AVG 1952 mit dem Paketversand von Biogemüse, bis das Angebot 2002 eingestellt wurde.
In Deutschland werden Biokisten seit Anfang der 1990er Jahre durch verschiedene regionale Anbieter angeboten. Mittlerweile gibt es rund 190 Anbieter in Deutschland, die Privathaushalte, Kindergärten, Schulen, Unternehmen und Restaurants mit ökologisch angebauten Lebensmitteln beliefern. Ein Großteil der Produkte stammt außerdem aus der Region des jeweiligen Betriebes. Ein Verband zur Vermarktung von Biokisten unter dem Namen Ökokiste wurde 1996 in Bayern gegründet. Von dort breitete sich der Verband erst in Süddeutschland und schließlich in ganz Deutschland aus. Die Bezeichnung „Ökokiste“ ist markenrechtlich geschützt. Inhaber der Wortmarke Ökokiste ist der Verband Ökokiste e.V. Er besteht aus einem Zusammenschluss von über 40 Landwirten und Direktvermarktern. 2014 wurden pro Woche etwa 50.000 Haushalte beliefert. Der Gesamtumsatz aller Mitgliedsbetriebe betrug 2014 über 50 Millionen Euro. Die Anbieter verpflichten sich nach vom Verein festgelegten Richtlinien zu arbeiten.
Die Landkorb GmbH & Co. KG aus Rohrlack vermarktet seit 1997 Landkörbe. 2020 zählte das Unternehmen etwa 2100 Kunden. Der Umsatz liegt bei rund fünf Millionen Euro. Eine Spezialform der Biokiste ist die sogenannte Kochbox, die alle Zutaten für ein bestimmtes Gericht zusammen mit dem entsprechenden Rezept enthält.
Auch in Großbritannien wächst der Markt für Organic Box- oder Vege-Box Schemes, von denen es etwa 600 gibt. Kritisch wird angemerkt, dass der Versandhandel mit ökologischen Lebensmitteln inzwischen zum Teil vom Großhandel übernommen wurde und sich nicht mehr auf lokale und saisonale Ware beschränkt. Die Covid-19-Pandemie hat die Nachfrage weiter gesteigert, aber auch den Trend zu mehr Flexibilität der Angebote verstärkt.

## Organisation
Biokisten werden meist in verschiedenen Typen angeboten, z. B. mit besonders vielen regionalen oder vegetarischen Produkten. Kunden der Biokiste können die regelmäßige Abnahme einer bestimmten Menge von Lebensmitteln in einem Abonnement garantieren oder sich jeweils die Kiste individuell zusammenstellen lassen. Organisiert wird die Biokiste entweder von einzelnen Biohöfen zur Direktvermarktung oder auch über die Verbände. Die Bestellung erfolgt telefonisch, per Fax und oft auch über das Internet. Die Biokiste gilt als besonders geeignet für Kunden, die gerne saisonale Ware einkaufen.